# VHDL

가산기를 표현하는 VHDL 소스

VHDL(VHSIC Hardware Description Language)은 디지털 회로 및 혼합 신호(mixed-signal, 아날로그 신호 포함)를 표현하는 하드웨어 기술 언어이다. FPGA나 집적회로 등의 전자공학 회로를 처리하는 설계 자동화에 사용한다.
주로 디지털 회로 설계에 사용된다. 기존의 심볼에 의한 회로도 작성 대신 언어적 형태로 전자회로의 기능을 표현한다. 아날로그 신호(mixed-signal)는 VHDL-AMS(VHDL Analog and Mixed-Signal Extensions)로 표현하나, 실제 활용면에서 디지털회로에 많이 적용되어 사용한다.
VHDL로 표현된 회로는, 실제 동작하는 기능적 소자로 변환하는 합성(synthesis) 과정을 거치면 동작할 수 있는 회로가 완성된다. 이때 FPGA나 ASIC 등을 위한 환경에 따라 합성된 실제회로의 소자가 달라지기 때문에 칩 설계 시 목적에 맞는 소자가 합성되도록 하는 개발도구가 존재한다. 예를 들어 FPGA를 판매하는 회사는 보통, 회로 입력(심볼 및 VHDL코드)부터 시작해서 VHDL 코드의 합성, 모듈(소자)의 배치 등을 지원하는 도구를 지원한다.

## 역사
VHDL는 원래 미국 국방부에서 주문형 집적회로(ASIC)의 문서화에 사용하기 위해 만든 언어였다. 즉, 복잡한 매뉴얼로 회로의 동작 내용을 설명하는 대신, 회로의 동작 내용을 문서화하여 설명하기 위해 개발했다. 그러나 이런 문서를 회로 디자인 과정에서 시뮬레이션에 사용하게 되었고, VHDL 파일을 읽어들여서 논리 합성을 한 다음 실제 회로 형태를 출력하는 기능을 덧붙이게 되었다. 오늘날에는 디지털 회로의 설계, 검증, 구현 등의 모든 용도로 사용하고 있다.
VHDL은 에이다 프로그래밍 언어의 부분집합에 디지털 회로에 필수적인 시간 개념을 추가하는 방식으로 만들어졌으나 IEEE 표준화 작업을 거치면서 오늘날과 같은 형태와 문법을 가지게 되었다.

## 예제
VHDL을 이용한 간단한 논리연산 중 AND 게이트는 다음과 같다.
```
-- (this is a VHDL comment)

-- import std_logic from the IEEE library

library
 
IEEE
;

use
 
IEEE.std_logic_1164.
all
;

-- this is the entity

entity
 
ANDGATE
 
is

  
port
 
(

    
I1
 
:
 
in
 
std_logic
;

    
I2
 
:
 
in
 
std_logic
;

    
O
  
:
 
out
 
std_logic
);

end
 
entity
 
ANDGATE
;

-- this is the architecture

architecture
 
RTL
 
of
 
ANDGATE
 
is

begin

  
O
 
<=
 
I1
 
and
 
I2
;

end
 
architecture
 
RTL
;

```

### MUX 템플릿
멀티플렉서(multiplexer, 또는 'MUX') 논리회로에서 다양하게 사용한다. 다음 MUX 예에서, 선택 입력 S에 의해 입력 A와 B를 선택적으로 출력 X 반영한다.
다음과 같이 MUX를 VHDL로 코딩할 수 있다:
```
X
 
<=
 
A
 
when
 
S
 
=
 
'1'
 
else
 
B
;

```

### 래치 템플릿
트랜스페어런스 래치(transparent latch) 메모리의 한 비트 정보를 저장 유지하는 회로로 게이트 신호에 enable에 의해 입력 D가 출력된다.
VHDL에서 D 래치는:
```
-- latch template 1:

Q
 
<=
 
D
 
when
 
Enable
 
=
 
'1'
 
else
 
Q
;

-- latch template 2:

process
(
D
,
Enable
)

begin

  
if
 
Enable
 
=
 
'1'
 
then

    
Q
 
<=
 
D
;

  
end
 
if
;

end
 
process
;

```

### D 플립플럽
D 플립플럽 클럭 신호 상승 또는 하강 엣지에서 입력 D가 출력 Q에 반영된다.
다음 예는 비동기 RESET 신호와 함께 있는 플립플럽 예이다:
```
DFF
 
:
 
process
(
RST
,
 
CLK
)

begin

  
if
 
RST
 
=
 
'1'
 
then

    
Q
 
<=
 
'0'
;

  
elsif
 
rising_edge
(
CLK
)
 
then

    
Q
 
<=
 
D
;

  
end
 
if
;

end
 
process
 
DFF
;

```

VHDL의 다른 표현으로 엣지 트리거(edge-triggered)의 동작은 event 신호 특성으로 나타낼수 있다.
event을 사용한 엣지 표현 예:
```
DFF
 
:
 
process
(
RST
,
 
CLK
)

begin

  
if
 
RST
 
=
 
'1'
 
then

    
Q
 
<=
 
'0'
;

  
elsif
 
CLK
'event
 
and
 
CLK
 
=
 
'1'
 
then

    
Q
 
<=
 
D
;

  
end
 
if
;

end
 
process
 
DFF
;

```

### 카운터 예
비동기 RESET과 함께, 증감 카운터 예이다. 32비트 카운터로 'unsigned' 형이다. 이를 위해 'unsigned', 'std_logic_vector', VHDL generics을 사용하였다.
```
library
 
IEEE
;

use
 
IEEE.std_logic_1164.
all
;

use
 
IEEE.numeric_std.
all
;
    
-- unsigned형을 위해

entity
 
COUNTER
 
is

  
generic
 
(

    
WIDTH
 
:
 
in
 
natural
 
:=
 
32
);

  
port
 
(

    
RST
   
:
 
in
 
std_logic
;

    
CLK
   
:
 
in
 
std_logic
;

    
LOAD
  
:
 
in
 
std_logic
;

    
Q
     
:
 
out
 
std_logic_vector
(
WIDTH
-
1
 
downto
 
0
));

end
 
entity
 
COUNTER
;

architecture
 
RTL
 
of
 
COUNTER
 
is

  
signal
 
CNT
 
:
 
unsigned
(
WIDTH
-
1
 
downto
 
0
);

begin

  
process
(
RST
,
 
CLK
)
 
is

  
begin

    
if
 
RST
 
=
 
'1'
 
then

      
CNT
 
<=
 
(
others
 
=>
 
'0'
);

    
elsif
 
rising_edge
(
CLK
)
 
then

      
if
 
LOAD
 
=
 
'1'
 
then

        
CNT
 
<=
 
unsigned
(
DATA
);
 
-- unsigned형으로 변환

      
else

        
CNT
 
<=
 
CNT
 
+
 
1
;

      
end
 
if
;

    
end
 
if
;

  
end
 
process
;

  
Q
 
<=
 
std_logic_vector
(
CNT
);
 
-- type is converted back to std_logic_vector

end
 
architecture
 
RTL
;

```

### 시뮬레이션을 위한 구조
VHDL 코드 중에 회로의 표현이 주이지만 다음의 경우는 하드웨어로 합성하지 않고 시뮬레이션을 위한 방법으로 사용한 예이다. 따라서 이 VHDL 코드는 하드웨어로 합성되지 않고(non-synthesizable) 다양한 용도로 사용할 수 있다.
예를 들어 다음 코드는 50 MHz 클럭 신호를 표현하는 예이다. 이것은 실제 하드웨어 회로의 시뮬레이션 입력 신호로 사용하기 위해, 시뮬레이션에서만 클럭이 생성되는 코드이다. 실제로 클럭을 생성하지 않고 시뮬레이션 상에서만 신호가 생성되기 때문에 실제 하드웨어에서 동작하려면 클럭신호를 별도로 만들어 주어야 한다.
```
process

begin

  
CLK
 
<=
 
'1'
;
 
wait
 
for
 
10
 
NS
;

  
CLK
 
<=
 
'0'
;
 
wait
 
for
 
10
 
NS
;

end
 
process
;

```

클럭 뿐만 아니라, 시뮬레이션을 위해 다음과 같은 여러 가지 신호를 만들어 VHDL 코드 모듈에 입력으로 사용할 수 있다.
```
process

begin

  
wait
 
until
 
START
 
=
 
'1'
;
 
-- START=H가 될 때까지 기다린다.

  
for
 
i
 
in
 
1
 
to
 
10
 
loop
 
-- 몇 개의 클럭 주기동안 기다리고...

    
wait
 
until
 
rising_edge
(
CLK
);

  
end
 
loop
;

  
for
 
i
 
in
 
1
 
to
 
10
 
loop
 	
-- 1부터 10까지 DATA에 넣기, 1 매 주기마다

    
DATA
 
<=
 
to_unsigned
(
i
,
 
8
);

    
wait
 
until
 
rising_edge
(
CLK
);

  
end
 
loop
;

  
-- 출력이 변할 때까지 기다림.

  
wait
 
on
 
RESULT
;

  
-- 한 클럭 주기 동안 ACK 펄스를 만든다.

  
ACK
 
<=
 
'1'
;

  
wait
 
until
 
rising_edge
(
CLK
);

  
ACK
 
<=
 
'0'
;

  
-- 계속...

end
 
process
;

```

## 같이 보기
- 하드웨어 기술 언어
- ABEL ("Advanced Boolean Expression Language")
- AHDL (알테라 HDL, Altera가 만든 상용 언어)
- PALASM
- Verilog (IEEE 1364)
- GHDL - VHDL 자유 소프트웨어 시뮬레이터